# Skholè

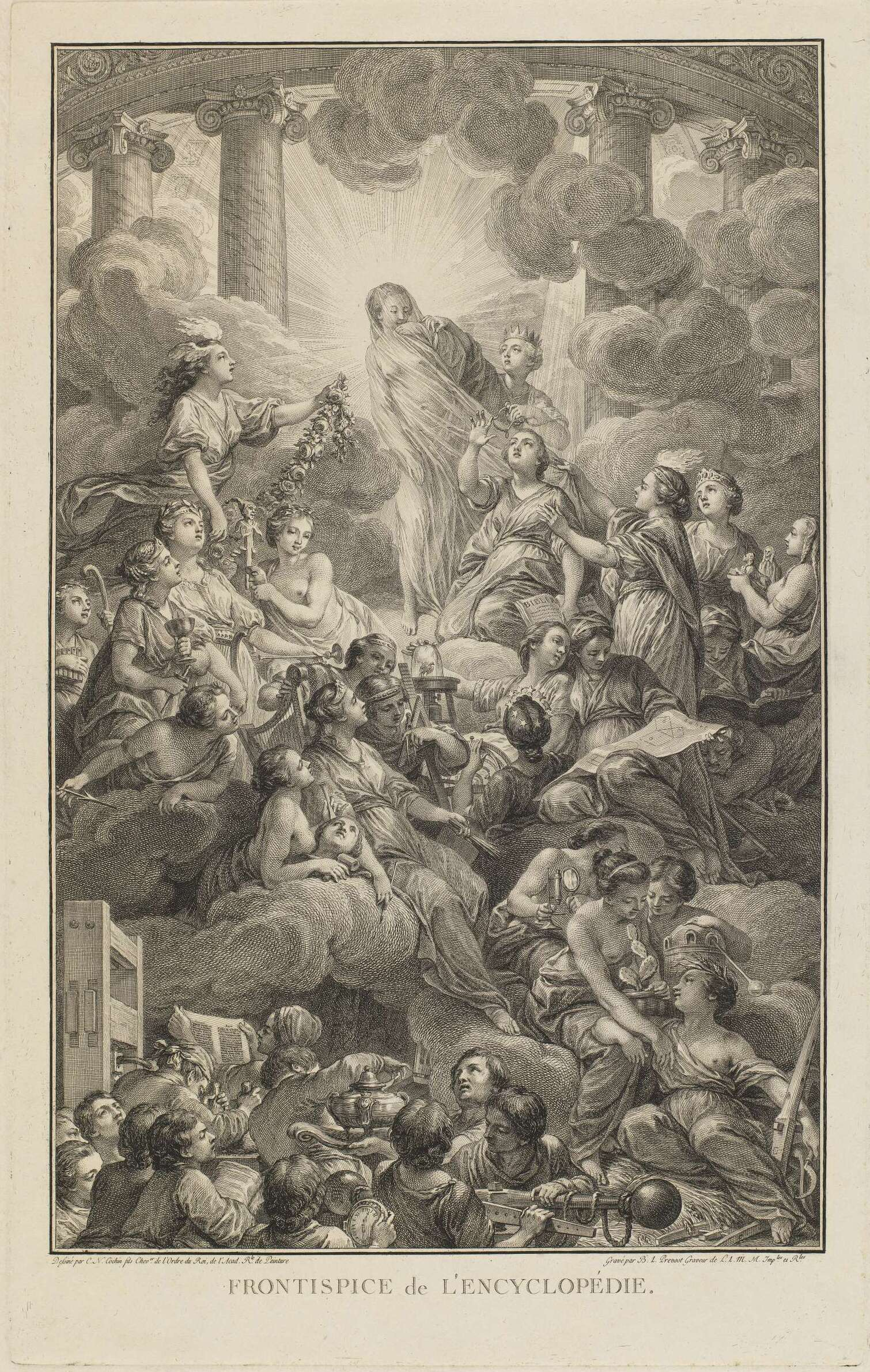
Skholè significa tiempo libre o, mejor, tiempo-libro. En la imagen, portada de l'Encyclopédie (1772) que representa a la verdad, siendo desvestida por la razón y la filosofía. El ocio era uno de los grandes motores que llevaron a los redactores de aquella enciclopedia (muchos de ellos nobles y aristócratas) a elaborarla como hoy la Wikipedia se alimenta sobre todo del trabajo de quienes tienen tiempo disponible.

Skholè (σχολή) es una palabra griega que significa "ocio, tiempo libre", y es también la raíz de la palabra latina "schola", que a su vez ha dado origen a “escuela”. De esta manera, tanto la noción de enseñanza o lección como la palabra que designa a los establecimientos donde se imparte instrucción tienen su origen en la idea de ocio (es decir, contemplación), diversión (es decir, evasión) y ocupación reposada (descanso físico, no intelectual). 
Este hecho llevó al sociólogo francés Pierre Bourdieu (Meditaciones pascalianas) a dotar a la palabra skholè de un sentido técnico: el ocio propio de la profesión académica e intelectual. Según este autor, la skholè es el tiempo libre de presiones del mundo que hace posible una relación libre y liberada con respecto a esas necesidades. Se trata de una condición necesaria de la existencia de todo campo intelectual (desde la filosofía hasta el oficio artístico). Más aún, según el sociólogo francés, es la más determinante de todas las condiciones sociales de posibilidad de la razón "pura" y la disposición "escolástica" que permite suspender la presión de la necesidad económica y social.
El concepto de curiosidad ociosa del sociólogo y economista estadounidense Thorstein Veblen (Teoría de la clase ociosa) es un antecedente de la skholè bourdieusiana. Aquella, según Veblen, guía la búsqueda del conocimiento sin un fin preciso y, así, empuja el desarrollo de la investigación científica.